# Миреја Белмонте Гарсија
Миреја Белмонте Гарсија (шп. Mireia Belmonte García; Бадалона, 10. новембар 1990) шпанска је пливачица чија ужа специјалност су трке на дужим дистанцама делфин, слободним и мешовитим стилом, а током каријере пливала је и маратонске трке на отвореним водама. Њена најужа специјалност су трке на 200 метара делфин стилом. Вишеструка је светска и европска првакиња, олимпијска победница, национална првакиња и рекордерка и најуспешнији пливач свих времена у историји шпанског пливања.  